# Igreja Católica na Ilha de Man
A Igreja Católica na Ilha de Man é parte da Igreja Católica universal, em comunhão com a liderança espiritual do Papa, em Roma, e da Santa Sé.
Embora não faça parte do Reino Unido, por razões geopolíticas, a Ilha de Man faz parte da Arquidiocese de Liverpool. Há igrejas católicas em todas as principais cidades, sendo a maior delas a Igreja de Santa Maria da Ilha em Douglas. Uma grande porcentagem dos católicos na Ilha de Man é irlandesa ou descendente de irlandeses.

## História
Após a Reforma Inglesa, a fidelidade da igreja Manx a Roma foi quebrada e as práticas católicas proibidas. O comércio, no entanto, trouxe ligações comerciais com a Irlanda, a França e outros países católicos, fornecendo assim um núcleo para uma pequena comunidade católica.
Em seu período mais anticatólico, o código penal inglês estipulou prisão perpétua por pronunciar a palavra "missa", declarou que os católicos eram proibidos de comprar ou herdar terras e tornavam a posse de um cavalo com valor superior a 5 libras como crime. A ilha não seguiu essas práticas – até bem tarde no reinado de Elizabeth, os Condes de Derby eram católicos e pouco fizeram para espalhar a reforma até a ilha, onde ela progrediu relativamente devagar. Embora a Ilha mostrasse considerável tolerância religiosa (no entanto, por volta da década de 1660, um pequeno grupo de Maughold Quakers foi perseguido) e não tinha nenhuma das leis penais sobre católicos que tanto desfiguravam o livro do Estatuto inglês. Eles eram naturalmente obrigados a obedecer às leis de presença religiosa, exigida pelo governo, na igreja, lugares de casamento e sepultamento, etc. (vários padres católicos foram presos brevemente no século XVIII por celebrar ilegalmente o casamento), outro foi apresentado em 1759 por frequentar um não-católico.
A partir de 1779, um monge beneditino, Padre Johnston, que serviu na missão em Whitehaven, em St. Begh, começou a fazer ligações pastorais regulares – ele estimou cerca de 29 católicos vivendo na ilha. Em 1789, um sacerdote emigrado, padre Louis, pediu asilo na ilha; por um tempo ele atuou como tutor para os filhos do governador e do bispo enquanto morava em Castle Rushen. Ele teria celebrado uma missa em um celeiro em Scarlett ou no chalé de uma família católica. Aparentemente ele deixou a ilha antes de 1794. Por volta do início do século XIX, um influxo de irlandeses, fugindo da rebelião irlandesa de 1798, elevou o número de católicos para cerca de 200. Uma dessas famílias, os Fagans, trouxe seu capelão, Padre Collins, que até sua morte, em 1811, parece ter ministrado à comunidade pesqueira irlandesa de Castletown. Ele está enterrado perto de St. Michael, que parece ter sido regularmente usado como uma capela. Por fim, em 1814, a pequena capela de Santa Brígida foi construída.
Em 29 de julho de 1837, o Manx Liberal informou que:

Na quarta-feira passada, chegou de Liverpool, seu senhorio, o Rev. Dr. Brigs, bispo do distrito norte da Inglaterra, acompanhado pelo Rev. Doctor Ewins, de Liverpool; e no dia seguinte administrou o Sacramento da Confirmação na Igreja de São Francisco Xavier, na Rua Athol, os Rev. Srs. Aylmer e M'Grath presentes, onde mais de 110 crianças e adultos foram confirmados. As fomes irlandesas da década de 1840 aumentaram ainda mais a população católica que, no final do século, cresceu nos meses de verão por cada turista crescente, principalmente do norte da Inglaterra.— Manx Liberal, 29 de julho de 1837

## Atualmente
Após a reforma, as paróquias tornaram-se ligadas à Igreja Católica da Irlanda; no entanto, desde a década de 1850, com a restauração da hierarquia inglesa, as paróquias da ilha foram anexadas à Arquidiocese de Liverpool. Hoje, a Igreja Católica da Ilha de Man é oficialmente designada como Área Pastoral Vinte e Quatro sob o Patrocínio de Saint Maughold. É composto por sete igrejas aos cuidados de um vigário de Forane (Dom John Devine) e três padres (Pe. Brian Dougherty, Pe. Brian O Mahoney e Pe. Leo Cooper). A Igreja na Ilha de Man, como mencionado anteriormente, faz parte da Arquidiocese de Liverpool, atualmente, sob o episcopado do arcebispo Malcolm McMahon OP.